# Jože Olaj
Jože Olaj (Igor Jože Olaj), slovenski pesnik, prevajalec in humorist, * 17. oktober 1939, Krog, † 27. februar 2008, Rakičan.
Olaj je končal osnovno in srednjo ekonomsko šolo v Murski Soboti. V svojih pesmih išče nov izraz in izpoveduje nejasna občutja razkroja v nevezanih, deloma nadrealističnih besedilih. Bil je tudi plodovit prevajalec  iz madžarščine. Umrl je v domu za ostarele občane v Rakičanu pri Murski Soboti. 

### Pesniške zbirke
- Argonavti (COBISS)
- Podobe minule vojske (DZS, Ljubljana 1973)
- Itaka (COBISS)

### Zbirka humoresk
- Let nad sračjim gnezdom (1977)

### Prevodi
- Romska uspavanka (COBISS)
- Pesem večnega upora (COBISS)
- Ubogi Artur Cmok (COBISS)
- Jokobova lestev (COBISS)
- Kako hladni so postali večeri (COBISS)
- Izplesani copatki (COBISS)